# Metalotermija
Metalotermija (metal + -termija = zagrijavanje) je postupak redukcija metalnog oksida drugim metalom, koji pritom služi kao redukcijsko sredstvo. Ta se egzotermna kemijska reakcija primjenjuje u metalurgiji za redukciju onih metalnih oksida za koje uobičajena redukcijska sredstva (ugljik, vodik, ugljikov monoksid) nisu dovoljno jaka.
Metalotermijom se najčešće reduciraju aluminij, silicij, magnezij, natrij i kalcij. U tu se skupinu ubrajaju oksidi nekih teških ili rijetkih, teško taljivih metala kao što su titanij, cirkonij, hafnij, niobij, krom, vanadij, mangan, uranij te feroslitine.
Kako bi se spriječila oksidacija reduciranog metala kisikom iz zraka, metalotermička se redukcija provodi u inertnoj atmosferi. Zbog vrlo visoke temperature koja se tijekom reakcije razvija (više od 2000 °C), redukcija aluminijem primjenjuje se i kao zavarivački postupak aluminotermije za spajanje tramvajskih i željezničkih tračnica, cijevi i odljevaka.